# Синичкин, Николай Владимирович
Никола́й Влади́мирович Сини́чкин (род. 10 января 1948) — советский латвийский легкоатлет, специалист по тройным прыжкам. Выступал на всесоюзном уровне в 1970-х годах, серебряный и бронзовый призёр чемпионатов СССР, победитель первенств всесоюзного и республиканского значения, участник чемпионата Европы в Риме. Представлял Ригу и Москву, спортивное общество «Трудовые резервы».

## Биография
Николай Синичкин родился 10 января 1948 года. Занимался лёгкой атлетикой в Риге, выступал за Латвийскую ССР и добровольное спортивное общество «Трудовые резервы». Впоследствии переехал на постоянное жительство в Москву.
Впервые заявил о себе на всесоюзном уровне в сезоне 1972 года, когда на чемпионате СССР в Москве с результатом 16,57 занял четвёртое место в зачёте тройного прыжка.
В 1973 году в той же дисциплине выиграл серебряные медали на зимнем чемпионате СССР в Москве и на всесоюзных соревнованиях в Баку.
В 1974 году получил серебро на зимнем чемпионате СССР в Москве, с личным рекордом 16,83 одержал победу на турнире в Москве, взял бронзу на летнем чемпионате СССР в Москве. Благодаря череде удачных выступлений вошёл в основной состав советской сборной и удостоился права защищать честь страны на чемпионате Европы в Риме — в программе тройных прыжков показал результат 16,17 метра, расположившись в итоговом протоколе соревнований на восьмой строке.
В 1975 году победил на домашних соревнованиях в Риге, установив личный рекорд в прыжках в длину — 7,76 метра. Принимал участие в чемпионате страны в рамках VI летней Спартакиады народов СССР в Москве, где в тройном прыжке с результатом 16,68 стал серебряным призёром. Выступил в матчевой встрече со сборной США в Киеве.
В июне 1976 года отметился победой в тройных прыжках на всесоюзном турнире в Москве (16,54).
В 1977 году в тройном прыжке выиграл ещё один турнир в Москве, был третьим на чемпионате СССР в Москве.